# جيمس ماكمانوس (عسكري)
جيمس ماكمانوس (بالإنجليزية: James McManus)‏ هو عسكري أسترالي، ولد في 11 مارس 1891 في إتشوكا في أستراليا، وتوفي في 1972 في St Leonards, New South Wales ‏ في أستراليا.